# 게리 대니얼스
게리 대니얼스(Gary Daniels, 1963년 5월 9일 ~ )는 잉글랜드의 배우, 전직 킥복서이다.

## 출연 작품
- 리버티 (2018)
- 아스트로: 우주전쟁 (2018)
- 신 복수무정 (2017)
- 럼블 (2016)
- 댄싱 잇츠 온 (2015)
- 베를린장벽이여 안녕 (2015)
- 미스파이어 (2014)
- 히트맨 인 런던 (2014)
- 블러드 리벤지 (2014)
- 방콕 크리미널 (2013)
- 엔젤스 (2012)
- 조니스 곤 (2011)
- 언디스퓨티드 : 분노의 격투 (2011)
- 더 라자루스 페이퍼스 (2010)
- 헌트 투 킬 (2010)
- 철권 (2009)
- 크로스 라인 (2010, Across the Line: The Exodus of Charlie Wright)
- 게임 오브 데스 (2010)
- 익스펜더블 (2010)
- 더 라인 (2009)
- 뱀파이어의 키스 (2009)
- 전설로 남은 영웅 이소룡 (2008)
- 콜드 어스 (2008)
- 서브머지드 (2005)
- 레트로그레이드 (2004)
- 살인 목격자 (2001)
- 퀸스 메신저 (2000)
- 에피센터 (2000)
- 수라의 무리 (2000, Gedo)
- 디에프원 (1999)
- 시티 오브 피어 (1999)
- 노 투마로우 (1998)
- 리코일 (1998)
- 콜드 하베스트 (1998)
- 스포일러 (1997)
- 블러드문 (1997)
- 타이거 스톰 (1996)
- 추적자 (1996)
- 분노의 영웅 2 (1996)
- 북두권 (1995)
- 힛씨커 (1995)
- 레이지 (1995)
- 데들리 타겟 (1994)
- 파이어파워 (1993)
- 사이보그 나이트 (1993)
- 특경쌍교 (1992)
- 아메리칸 스트리트파이터 2 (1992)
- 아메리칸 스트리트파이터 (1992)
- 파이널 임팩트 (1992)
- 시티 헌터 (1992)
- 데들리 벳 (1992)
- 분노의 아메리칸 킥복서 (1991)
- 링 오브 파이어 (1991)